# Riu de Peguera
El riu de Peguera és un riu de muntanya que transcorre íntegrament a la vall de Peguera, sent tributari per la dreta del riu Escrita. Està situat íntegrament al terme municipal d'Espot, a la comarca del Pallars Sobirà. La major part del seu curs es troba dintre de la zona perifèrica del Parc Nacional d'Aigüestortes i Estany de Sant Maurici.

## Curs fluvial
L'origen del riu es troba en l'estany Gran de Peguera a 2.579 metres d'altitud, l'emissari del qual alimenta diversos estanyols fins a arribar a l'estany Tort de Peguera. El seu emissari discorre ja pel centre de la vall, travessant els estanys de Trescuro i l‘estany de Lladres, on està regulat per la Presa de la Font Grassa, on una part del seu cabal es derivat cap a la central hidroelèctrica de Lladres. A partir d'aquest punt el riu s'endinsa en un bosc de pi negre, on descendeix ràpidament i un cop passada una antiga torre de guaita coneguda com a torre dels Moros, desguassa a la dreta del riu Escrita, a l'embassament de la central hidroelèctrica d'Espot,a una altitud de 1.307 metres.

## Aprofitaments hidroelèctrics
Entre 1951 i 1953 l'empresa Hidroelèctrica de Catalunya construí la Central hidroelèctrica de Lladres, la primera central d'una cadena de salts hidroelèctrics que tindria continuació en la central hidroelèctrica de Sant Maurici i la central hidroelèctrica d'Espot. Les obres consistiren en represar l'estany Negre de Peguera i el Tort de Peguera, així com construir la Presa de la Font Grassa a l'estany de Lladres. A partir d'aquest últim llac, l'aigua es derivava mitjançant una canalització soterrada cap a les turbines de la central hidroelèctrica de Lladres, ubicada a la vall del riu Escrita i actualment en desús.